# 上野动物园

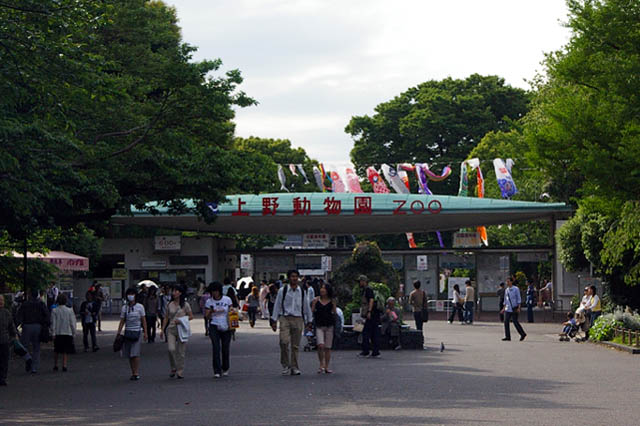
上野動物園入口

东京都恩赐上野动物园（日语：／ Tōkyōto onshi Ueno dōbutsu kōen */?）是位于日本东京都台东区的东京都立动物园。一般称为上野动物园。原管轄單位為東京都建設局，2006年4月1日後，因導入指定管理者制度而轉交由「公益財團法人東京動物園協會」營運管轄。另外，葛西临海水族館是上野动物园的附屬單位。
开放于1882年3月20日。是日本最古老、最有名的动物园。占地面积约有 14.1公頃，展出动物约420种，2200多头。來自中國的熊貓是園內最有名的動物之一，在上野車站有一尊熊貓的塑像，是站內的地標。
动物园距离上野車站公园出口步行5分钟的距离。分为东园和西园两个部分。

## 历史
- 1882年3月20日－開園。
- 1883年至1901年－象、虎、麋鹿、針鼴、日本狼、短尾信天翁、等來園。
- 1902年－德國哈根貝克動物園（Tierpark Hagenbeck）的獅、鸵鳥、北極熊等來園。
- 1903年至1935年－長頸鹿、河馬、金獅面狨、長鼻猴、眼鏡猴、小熊貓等來園。
- 1936年－有豹逃脱，14小時後平安捕獲。
- 1943年至1945年－大象跟猛獸們遭戰時猛獸處分。
- 1952年－海水水族館完成。
- 1959年－非洲生態園完成（至1979年）。
- 1972年－大熊貓“康康”（カンカン）及“蘭蘭”（ランラン，康康和藍蘭）來園，作為中日建交禮物。熊貓熱潮開始。
- 1986年－大熊貓「童童」誕生。
- 1989年－實施。
- 1992年11月 - 於北京動物園出生，7歲的雄性熊貓“陵陵”來園，紀念中日邦交正常化20週年。
- 1996年－大猩猩、老虎森林完成。
- 1999年－兩棲爬蟲類館完成。
- 2001年－指猴、霍加狓來園。
- 2004年－大象森林完成。
- 2006年－（熊之山岡）完成。
- 2008年4月30日－日本最高齡、22歲零7個月的熊貓“陵陵”因慢性心臟衰竭於園內病逝。事件成為其後5月初胡錦濤訪日行程的其中一項焦點。
- 2017年6月12日－大熊貓“香香”（シャンシャン）誕生。

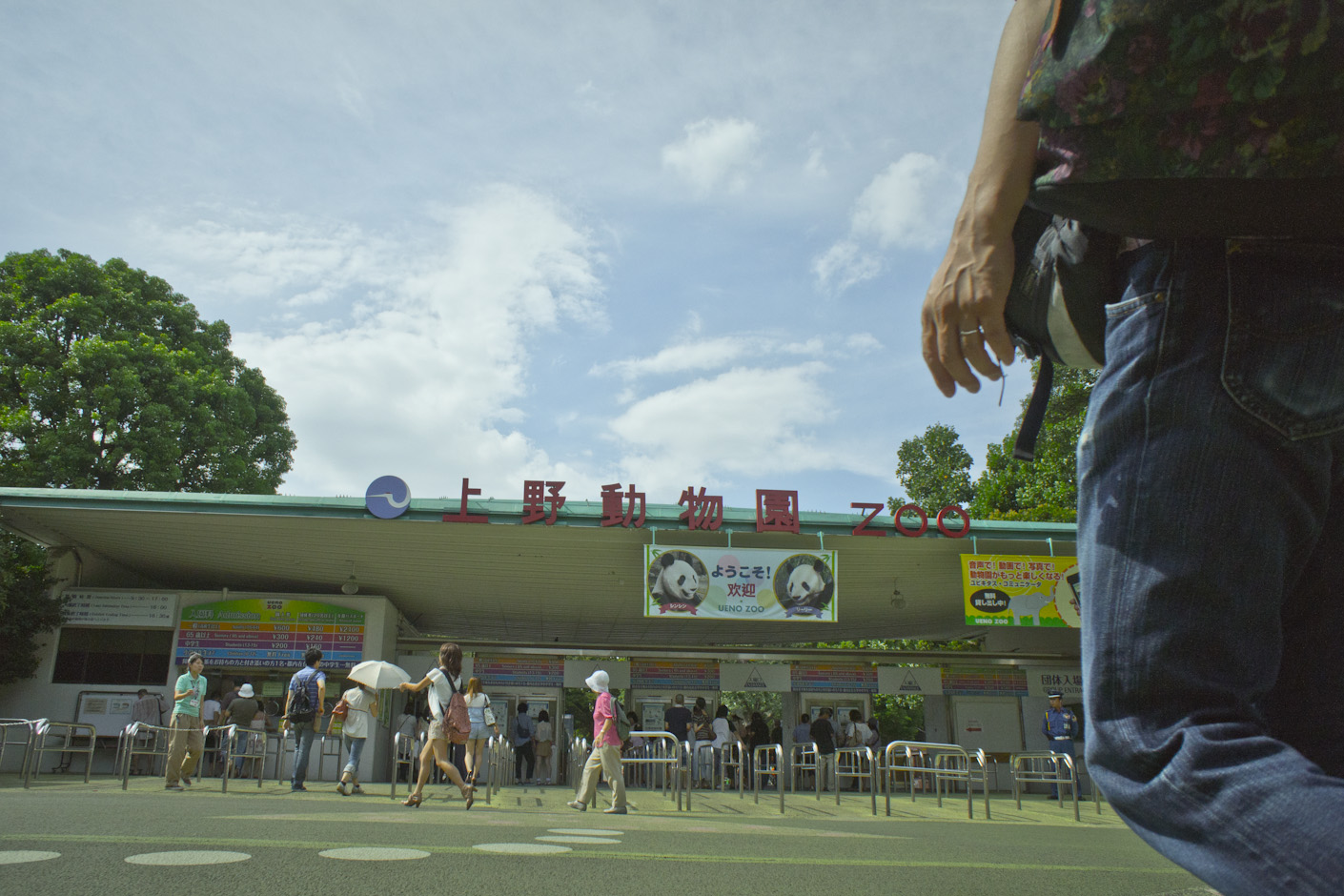
上野動物園大門2011

## 地址
东京都台东区上野公园9-83
正門
- 上野站（JR東日本、東京地下鐵）
- 京成上野站（京成電鐵）- 過去曾有博物館動物園站。

池之端門
- 根津站（東京地下鐵）

## 外部連結
- 上野動物園網站 （页面存档备份，存于）
- 上野動物園限定的熊貓餅乾
- Japanese Wartime Zoo Policy: The Silent Victims of World War II,  Itoh, Mayumi (2010), Palgrave-MacMillan (伊東真弓著 『戦時日本的動物園政策： 第二次世界大戦的無言的犠牲者達』パルグレイブ-マクミラン出版　２０１０年) ISBN 978-0-230-10894-3 http://www.amazon.com/Japanese-Wartime-Zoo-Policy-Victims/dp/0230108946（页面存档备份，存于）